# Vegar Eggen Hedenstad
Vegar Eggen Hedenstad (Elverum, 1991. június 26. –) norvég válogatott labdarúgó, a Vålerenga hátvédje.

## Pályafutása

### Klubcsapatokban
Hedenstad a norvégiai Elverum városában született. Az ifjúsági pályafutását a helyi Elverum akadémiájánál kezdte.
2006-ban mutatkozott be a harmadosztályban szereplő Elverum csapatában, mindössze 14 évesen, amellyel így a valaha volt legfiatalabb játékosa lett a klub felnőtt csapatának. 16 évesen Hedenstad egy helyi tehetségekből álló csapatban játszott a HamKam elleni show-mérkőzésen, és a HamKam vezetőedzője, Arne Erlandsen rögtön a meccs után megkereste Hedenstadot, és közölte, hogy le akarja szerződtetni. Hedenstad azonban a Stabækhez szerződött, és még 2008-as szezon előtt csatlakozott a klubhoz.
Hedenstad a 2008. június 7-ei, Strømsgodset elleni mérkőzésen debütált. A 2008-as szezonban a Stabæk megnyerte a Tippeligaen bajnoki címét. A következő idényben már jóval több ligamérkőzésen lépett pályára, és a klubbal pedig megszerezte a bronzérmet.
2012. július 17-én négy éves szerződést kötött az SC Freiburggal, így ő lett a második olyan Bundesliga játékos aki Elverumban született, Terje Olsen után aki a 80-as években a Bayer Leverkusenben szerepelt. Először a 2012. szeptember 1-én, az Bayer Leverkusen 2–0-ra elvesztett mérkőzésen debütált.
2014. július 4-én kölcsönjátékosként egy évre az Eintracht Braunschweig csapatához igazolt. 2016-ban a St. Paulihoz csatlakozott.
2017 és 2020 között visszatért a norvég ligába, a Rosenborghoz, ahol 3 évig játszott. A 2021-es évben a török Fatih Karagümrük együttesét erősítette.
2022. január 15-én a Vålerenga csapatához igazolt.

### A válogatottban
A norvég U21-es válogatott tagjaként részt vett a 2013-as U21-es labdarúgó-Európa-bajnokság, ahol egészen a bronzéremig jutottak.
Hedenstad 2012-ben debütált a norvég válogatottban. Először a 2012. január 15-ei, Dánia elleni barátságos mérkőzésen a félidőben Lars Christopher Vilvik cseréjeként lépett pályára.

## Statisztikák
2023. április 10. szerint

| Klub                                | Szezon   | Osztály       | Bajnokság | Bajnokság | Kupa  | Kupa | Nemzetközi | Nemzetközi | Összesen | Összesen |
| Klub                                | Szezon   | Osztály       | Meccs     | Gól       | Meccs | Gól  | Meccs      | Gól        | Meccs    | Gól      |
| ----------------------------------- | -------- | ------------- | --------- | --------- | ----- | ---- | ---------- | ---------- | -------- | -------- |
| Stabæk                              | 2008     | Tippeligaen   | 3         | 0         | 1     | 0    | —          | —          | 4        | 0        |
| Stabæk                              | 2009     | Tippeligaen   | 22        | 1         | 5     | 0    | 6          | 0          | 33       | 1        |
| Stabæk                              | 2010     | Tippeligaen   | 27        | 1         | 2     | 0    | 2          | 0          | 31       | 1        |
| Stabæk                              | 2011     | Tippeligaen   | 28        | 2         | 2     | 0    | —          | —          | 30       | 2        |
| Stabæk                              | 2012     | Tippeligaen   | 14        | 2         | 3     | 0    | 2          | 0          | 19       | 2        |
| Stabæk                              | Összesen | Összesen      | 94        | 6         | 13    | 0    | 10         | 0          | 117      | 6        |
| SC Freiburg                         | 2012–13  | Bundesliga    | 16        | 0         | 4     | 0    | —          | —          | 20       | 0        |
| SC Freiburg                         | 2013–14  | Bundesliga    | 0         | 0         | 0     | 0    | 1          | 0          | 1        | 0        |
| SC Freiburg                         | 2015–16  | 2. Bundesliga | 7         | 0         | 1     | 0    | —          | —          | 8        | 0        |
| SC Freiburg                         | Összesen | Összesen      | 23        | 0         | 5     | 0    | 1          | 0          | 29       | 0        |
| Eintracht Braunschweig (kölcsönben) | 2014–15  | 2. Bundesliga | 28        | 1         | 2     | 0    | —          | —          | 30       | 1        |
| St. Pauli                           | 2016–17  | 2. Bundesliga | 15        | 0         | 1     | 1    | —          | —          | 16       | 1        |
| Rosenborg                           | 2017     | Eliteserien   | 27        | 2         | 0     | 0    | 10         | 1          | 37       | 3        |
| Rosenborg                           | 2018     | Eliteserien   | 27        | 0         | 4     | 0    | 12         | 0          | 43       | 0        |
| Rosenborg                           | 2019     | Eliteserien   | 27        | 2         | 4     | 0    | 13         | 0          | 44       | 2        |
| Rosenborg                           | 2020     | Eliteserien   | 19        | 1         | 0     | 0    | 4          | 0          | 23       | 1        |
| Rosenborg                           | Összesen | Összesen      | 100       | 5         | 8     | 0    | 39         | 1          | 147      | 6        |
| Fatih Karagümrük                    | 2020–21  | Süper Lig     | 18        | 1         | 0     | 0    | —          | —          | 18       | 1        |
| Fatih Karagümrük                    | 2021–22  | Süper Lig     | 14        | 0         | 0     | 0    | —          | —          | 14       | 0        |
| Fatih Karagümrük                    | Összesen | Összesen      | 32        | 1         | 0     | 0    | 0          | 0          | 32       | 1        |
| Vålerenga                           | 2022     | Eliteserien   | 27        | 2         | 2     | 0    | —          | —          | 29       | 2        |
| Vålerenga                           | 2023     | Eliteserien   | 1         | 0         | 0     | 0    | —          | —          | 1        | 0        |
| Vålerenga                           | Összesen | Összesen      | 28        | 2         | 2     | 0    | 0          | 0          | 30       | 2        |
| Összesen                            | Összesen | Összesen      | 320       | 15        | 31    | 1    | 50         | 1          | 401      | 17       |

## Sikerei, díjai
Stabæk
- Tippeligaen
  - Bajnok (1): 2008

Rosenborg
- Tippeligaen
  - Bajnok (2): 2017, 2018

- Norvég Kupa
  - Győztes (1): 2018